# رون وودروف
رونالد ديكسون «رون» وودروف (3 فبراير 1950 - 12 سبتمبر 1992) كان رجلا أمريكيا صنع ما يعرف ببنادي دالاس للمشترين في مارس 1988. بعد التعاطي مع فيروس نقص المناعة البشرية (HIV) في الثمانيات حاول ايجاد وتوزيع الأدوية لعلاج فيروس نقص المناعة البشرية في وقت كان المرض غير مفهومًا جيدا.
رفع دعوى ضد الولايات المتحدة للغذاء والدواء (FDA) لحظر دواء الببتيد T.

## الحياة الشخصية
ولد وودروف في دالاس بولاية تكساس في 3 فبراير 1950، لأبويه إلى جارلاند أوديل وودروف (17 مارس 1917، في تكساس - 3 ديسمبر 1983، في دالاس) وويلي ماي هيوز (25 نوفمبر 1917، في أوكلاهوما - 19 نوفمبر 1996، في دالاس).
كانت أول زوجة له هي ماري إتا بيبوس في 28 يونيو 1969 في دالاس، وكان لديهم ابنة إيفيت لين وودروف (ولدت في 1 فبراير 1970) وانفصلوا في 23 مارس 1972. وفي 6 مايو 1972م تزوج روري فلين في دالاس، وانفصلوا في 21 مايو 1973 ثم تزوج من بريندا شاري روبن في 4 أكتوبر 1982 في لوبوك. وقد انفصلوا في 4 مارس/آذار 1986، بعد تشخيص إصابتهم بفيروس نقص المناعة البشرية (HIV).
كان لديه شخصية زئبقية، كتب أحد المراسلين أن "وودروف أخذ البنادق إلى مكتب الطبيب، مما دفع الدكتور ستيفن بوندرز إلى «إطلاق النار عليه كمريض».

## الموت وبعد ذلك
بعد سبع سنوات من تشخيص لفيروس عوز المناعة المكتسب عنده فارق الحياة في 12 سبتمبر 1992م نتيجة للالتهاب الرئوي الناجم عن الإيدز. وأصبحت السنوات الأخيرة وودروف أساس فيلم نادي دالاس للمشترين وهذا الفيلم يصور قصة حياة رون وودروف. وقد صوره ماثيو ماكونهي الذي فاز بجوائز عديدة، منها جائزتي غولدن غلوب لأفضل ممثل فيلم دراما والأُوسكار.